# Франкоалжирці

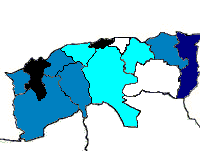
Немусульмани в Алжирі за департаментами, відповідно до даних референдуму 1954 р.:
0 % - 2 %
2 % - 5 %
5 % - 10 %
10 % - 30 %
більше 30 %

Пьє-Нуар (фр. pieds-noirs фр.: [pje nwaʁ]; досл. «чорні ноги»; одн. pied-noir), або Франкоалжирці — етнографічний та історико-культурний термін для опису групи алжирців європейського (французького, іспанського, а також іноді єврейського) походження, що складали значну частину населення Алжиру в період французької колоніальної експансії 1830—1962 роках. Після здобуття Алжиром державного суверенітету в результаті Алжирської війни за незалежність наприкінці 1950-х — початку 1960-х, основна маса більш ніж мільйонного європейського населення країни емігрувала, в основному репатріювалися до Франції. Життя і побут п'є-нуарів мав своєрідний характер, відмінний як від життя і побуту мусульманського населення Алжиру і країн Магрибу, так і від французького населення метрополії, оскільки до середини XX століття більшість франкоалжирців були уродженцями Алжиру, і багато з них ніколи не бували власне у Франції. Характерно, частково через свій порівняно високий соціально-економічний статус у Французькому Алжирі, франкоалжирці називали себе просто «алжирцями», а місцеве автохтонне мусульманське населення іменували «арабами», «мусульманами» або indigène (корінні) і були сильно від нього дистанційовані на побутовому рівні. Проте згодом, в ході процесу акультурації, ряд місцевих мусульман сприйняли французьку мову і культуру і встали на сторону французького режиму, отримавши назву харки; ті ж з них, хто зовсім асимілювався і перейшли у католицтво іменувалися «евольве» (фр. Evolvés дослівно «ті, що еволюціонували, розвинулися»).

## Історія
Історія франкоалжірців в цілому відтворює історію Французького Алжиру, захопленого Францією в Османської імперії, якій Алжир формально підпорядковувався до 1830 року. Приводом послужила кампанія по боротьбі з піратством у Середземномор'ї, оскільки більшість піратів і работорговців використовували приморські алжирські фортеці як свої бази (Див. Варварський берег Середземномор'я). Французька влада заохочувала активну імміграцію європейського населення з метою стимулювати приплив капіталу і різних інноваційних методів господарювання з метрополії у вкрай відсталу аграрну економіку Алжиру. Європейцям були виділені найкращі земельні наділи. Серед європейських іммігрантів власне французів було не так вже й багато — не більше 1/4 загального числа переселенців. Частина французів переїхала до Алжиру з Ельзасу та Лотарингії, в 1870 р. захоплених Німеччиною. Приїжджали численні іспанці, особливо в районі Орана, який у середні віки управляла Іспанія, і де за свідченням сучасників іспанську мову можна було почути не рідше французької. В Алжирі активно селилися італійці, португальці і особливо мальтійці з перенаселеного острова Мальта. Сюди ж згодом з Криму перебиралися російські білогвардійські переселенці. Французькою адміністрацією була заснована мережа освітніх та культурних закладів, які обслуговували всі сфери життєдіяльності нових іммігрантів і дозволили їм об'єднатися в єдину християнську франкомовну етнокультурну спільність. З франкоалжирцамі поступово зближується і давня єврейська громада Алжиру. Завдяки державній підтримці, діловій активності і більш високому освітньому рівню, нові іммігранти швидко досягли високого рівня добробуту і незважаючи на невелику частку (максимум 15% населення в 1930-х роках), вони домінували у всіх аспектах життя алжирського суспільства. Алжирська економіка значно покращилася, піднявся і рівень добробуту місцевого мусульманського населення. Успіхи в галузі охорони здоров'я дозволили місцевим мусульманам значно збільшити свою чисельність. Природний приріст у мусульманському середовищі з початку 1930-х значно збільшився, перевищуючи 3% на рік через те, що дитяча смертність серед мусульман скоротилася, а народжуваність залишилася на колишньому високому рівні. В результаті почався демографічний вибух, схожий на аналогічну подію в середньоазійських республіках СРСР у 1960-1980-х роках. Через зростаюче демографічне навантаження, в Алжирі почала відчуватися різка нестача продовольства, землі, робочих місць, житла, особливо в містах, в яких в основному проживали франкоалжирці. Почалися тертя на релігійному, мовному та міжнаціональному ґрунті. У 1930-1950-х роках частка франкоалжирців, в середовищі яких вже давно завершився демографічний перехід, поступово скорочується з 15,2% до 10,4%, незважаючи на триваючий невеликий абсолютний приріст їх числа, що досяг 1.025.000 чол в 1959. Паралельно відбувається швидке зростання частки і числа мусульман. В ході війни за незалежність більшість франкоалжирців, а також симпатизуюючі їм «зафранкілі» мусульмани-харки були змушені масово покинути країну, репатріювати в основному до Франції. Частина франкоалжирців (від 10-15 тис.) загинула в ході збройних конфліктів. Багато жителів Орана переїхали в Аліканте, Іспанія, а євреї попрямували до Ізраїлю і США. Деяка частина (близько 100 тис.) продовжували залишатися, не бажаючи розлучатися зі своїми будинками та майном, але зростання арабського націоналізму, скорочення сфери використання французької мови, демографічний тиск, зростання мусульманського радикалізму, екстремізму і тероризму змусили тих, хто залишився поступово покинути країну в 1960-х-1970-х роках.

## Чисельність і концентрація
Чисельність франкоалжирців швидко зростала після 1830  р. до кінця XIX століття , в основному за рахунок інтенсивної імміграції, але також і природного приросту. До середини XX століття більшість народилися саме в Алжирі. У 1930-1950-х роках частка франкоалжирців, в середовищі яких вже давно завершився демографічний перехід , поступово скорочується з максимуму 15,2% в 1926 до 10,4% в 1959 , незважаючи на триваючий невеликий абсолютний приріст їх числа, яке сягнуло 1.025. 000 чол в 1959 . Найбільша концентрація їх спостерігалася в приморських департаментах, середзменоморский клімат яких був найбільш сприятливий ведення господарства. Франкоалжирці поділялися на більш численних міщан і селян. Так, у м. Боні ( Аннаба ) їх було 40,5% з 110 тис. жителів, в Орані  - 49,3% населення. Значна кількість проживало також у столиці - місті Алжирі (35,7%). Високою концентрацією сільських франкоалжирців виділялися 16520 км ² сільгоспугідь у департаменті Оран ( Оран (департамент) ), населення якого на 33,6% складалося з франкоалжирців. Паралельно відбувається швидке зростання частки мусульман, число яких за період з початку XX століття зросло з 3 до 9 мільйонів осіб.